# Johannes Mandakuni

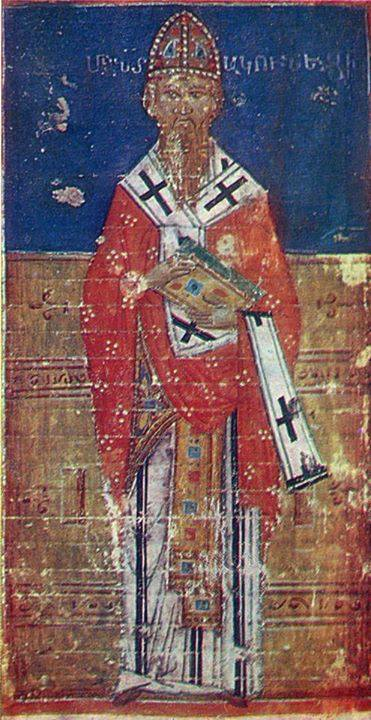
Johannes Mandakuni

Johannes Mandakuni (armenisch Հովհաննես Ա Մանդակունի, auch bekannt als Johannes I. Mandakuni; * 403 in Tsakhnut, Ashmunik, Turuberan, Großarmenien; † 490 in Schirak, Airarat) war ein armenischer Theologe, Wardapet und Katholikos der Armenischen Apostolischen Kirche. Er amtierte von 478 bis 490 und gilt als eine der bedeutendsten Persönlichkeiten der armenischen Kirchengeschichte.

## Leben
Johannes Mandakuni wurde im Dorf Tsakhnut in der armenischen Provinz Ashmunik (Turuberan) als Angehöriger des Adelsgeschlechts der Mandakunis geboren. Er war Schüler von Isaak dem Großen und Mesrop Maschtoz. Während der Auseinandersetzungen mit der sassanidischen Herrschaft unterstützte er die Rebellion unter Wahan I. Mamikonjan. Nach dem Ende der Kämpfe widmete er sich dem Wiederaufbau kirchlicher Strukturen, u. a. der Kathedralen von Wagharschapat und Dvin. Als Katholikos initiierte Johannes Mandakuni tiefgreifende liturgische Reformen, die bis heute prägend für die armenische Liturgie sind. Er ließ Gottesdienstordnungen festlegen und den Ablauf der Patriarchenliturgie und der Stundengebete kodifizieren. Daneben verfasste er Predigten, Kirchenlieder und Gebete, von denen einige überliefert sind. Nach seinem Tod im Jahr 490 wurde er von Pabken I. von Utmusa als Katholikos abgelöst.

## Werke
- Liturgische Anordnungen zur Reform des armenischen Gottesdienstes[2]
- Predigten und theologische Reden („Heilige Reden“)[3]
- Beiträge zur kirchlichen Selbstbehauptung Armeniens gegenüber persischem Einfluss